# آنی ایزلی
آنی جین ایزلی (انگلیسی: Annie Easley؛ ۲۳ آوریل ۱۹۳۳ – ۲۵ ژوئن ۲۰۱۱) یک ریاضی‌دان، مهندس رایانه و مهندس اهل ایالات متحده آمریکا بود.
ایزلی یکی از اولین آمریکایی‌های آفریقایی‌تبار بود که به عنوان مهندس کامپیوتر در ناسا کار می‌کرد، زمانی که این آژانس هنوز ناکا (کمیته رایزنی ملی هوانوردی آمریکا) نام داشت. او ریاضی‌دانی بود که بعدها دانشمند هوافضا شد.
او پیش از جنبش حقوق مدنی آمریکا در جنوب این کشور به دنیا آمد، وقتی در مدارس و دانشگاه‌ها تفکیک نژادی اعمال می‌شد. مادر ایزلی دخترش را به بلندپروازی تشویق می‌کرد اما به او می‌گفت باید سخت‌تر کار کند چون کیفیت آموزش در اغلب مدارس مخصوص کودکان آفریقایی‌آمریکایی پایین بود. اما به عنوان یک کودک، دستیابی به تحصیلات خوب برای ایزلی کار آسانی نبود. نوشتن یک کد کامپیوتری، تحقیق روی انرژی‌های جایگزین و کمک به فراهم‌سازی مبانی فناوری برای پرتاب‌های فضایی در آینده از جمله کارهایی بود که ایزلی طی ۳۴ سال فعالیت در ناسا انجام داد. او در طول زندگی خود برای تشویق دانشجویان اقلیت‌های قومی و زنان به اشتغال در حوزه علم، فناوری، مهندسی و ریاضی تلاش کرد و در جهت رفع تبعیض در درون ناسا کوشید. ایزلی به کار گروهی اعتقاد زیادی داشت و بیشتر اوقات همکارانش را تحسین می‌کرد.
روز یکم فوریه ۲۰۲۱، ایزلی به آخرین زنی تبدیل شد که یکی از دهانه‌های روی سطح ماه به اسمش نامگذاری شده‌است. دهانه‌ای که در ماه به نام او ثبت شده بسیار کوچک (کمتر از ۱۰ کیلومتر عرض) است و در نیمه پنهان ماه قرار دارد. در صفحه ویژه او در وبسایت ناسا این جمله نوشته شده‌است: " بیشتر کسانی که او را می‌شناسند خواهند گفت تنها با فعالیت‌هایش تفاوت ایجاد نمی‌کرد. انرژی و دید مثبت او بود که به شدت مرکز تحقیقاتی را تحت تاثیر قرار می‌داد. "